# Pleurospermum prattii
Pleurospermum prattii är en flockblommig växtart som beskrevs av H.Wolff. Pleurospermum prattii ingår i släktet piplokor, och familjen flockblommiga växter. Inga underarter finns listade i Catalogue of Life.